# Hans-Joachim Haase (Augenoptiker)
Hans-Joachim Haase (* 3. Juli 1915 in Parchim; † 20. Dezember 2001 in Berlin) war ein deutscher Uhrmacher und Augenoptiker.

## Leben
Er lehrte von 1953 bis 1981 an der Staatlichen Fachschule für Optik und Fototechnik Berlin (SFOF), zuletzt als Oberstudienrat. Schwerpunkte seiner Lehrtätigkeit lagen in den Bereichen Optotechnik, Brillenanpassung und Refraktion/Augenglasbestimmung. Parallel dazu widmete er sich intensiv der Erforschung des Binokularsehens.
In der Folge entwickelte er ausgehend vom Turville-Infinity-Balance-Verfahren (TIB) neuartige Tests zur Prüfung des beidäugigen Sehens und fasste diese in einem Sehprüfgerät zusammen, das unter der Bezeichnung „Polatest“ von der Firma Carl Zeiss besonders im deutschen Sprachraum Verbreitung fand. Mit diesem Messgerät sammelte Haase über Jahre praktische Erfahrungen und entwickelte auf dieser Grundlage eine eigene Mess- und Korrektionsmethodik. Gemeinsam mit dem Physiker Helmut Goersch erarbeitete er in der Folgezeit ein detailliertes theoretisches Modell zum Verständnis der Vorgänge bei Störungen des beidäugigen Sehens. Das Verfahren wurde zunächst „Polatest-Methode“ genannt und ist heute unter der Bezeichnung Mess- und Korrektionsmethodik nach H.-J. Haase (MKH) bekannt.

## Ehrungen
- Ehrenmitglied der Deutschen Gesellschaft für Optometrie (DGO)
- Ehrenmitglied der Wissenschaftlichen Vereinigung für Augenoptik und Optometrie (WVAO)
- Ehrenmitglied der Internationalen Vereinigung für Binokulare Vollkorrektion (IVBV)
- Ehrenmitglied der Japan Optical Consultant Association (JOCA)
- 1958: Deutscher Preis für Optometrie (DGO)
- 1990: Simon-Plössl-Medaille (Österreich)
- 1992: Ehrenzeichen in Gold des Zentralverbandes der Augenoptiker

## Schriften
- Binokulare Korrektion. Sammelband mit Publikationen aus den Jahren 1957–1978. Schrickel, Düsseldorf 1980, ISBN 3-921405-10-6.
- Zur Fixationsdisparation. Ergänzter Nachdruck einer Artikelreihe aus den Jahren 1980–1984. Optische Fachveröffentlichung, Heidelberg 1995, ISBN 3-922269-17-6.
- Winkelfehlsichtigkeiten mit Fixationsdisparation. Erörterungen zur Theorie der Fixationsdisparation und zur Funktionsweise der notwendigen Teste für die Ermittlung binokularer Vollkorrektionen. Bode, Pforzheim 1999, ISBN 3-9800378-7-8.